# Ed Hart
Edward C. Hart, detto Ed (St. Louis, 28 gennaio 1903 – St. Louis, 5 agosto 1974), è stato un calciatore statunitense, di ruolo attaccante.

## Carriera

### Nazionale
Ha partecipato alle Olimpiadi del 1924.